# Comté de Kennebec
Le comté de Kennebec est un comté de l'État du Maine aux États-Unis. Son siège est Augusta. Selon le recensement de 2010, sa population est de 122 151 habitants, dont 5,84 % parlent le français à la maison .

## Géographie
Le comté a une superficie de 2 463 km2, dont 2 247 km2 est de terre.

### Géolocalisation
| Comté de Franklin    | Comté de Somerset                   |                |
|                      | Comté de Kennebec                   | Comté de Waldo |
| Comté d'Androscoggin | Comté de Sagadahoc Comté de Lincoln |                |

## Transports
De 1890 à 1929, le Kennebec Central Railroad relie Randolph et l'hôpital pour vétérans de Togus (en).